# بيدرو دي لا فيغا
بيدرو دي لا فيغا (بالإسبانية: Pedro de la Vega) هو لاعب كرة قدم أرجنتيني في مركز الهجوم، ولد في 7 فبراير 2001 في مدينة أولافاريا في الأرجنتين. شارك مع منتخب الأرجنتين تحت 20 سنة لكرة القدم. أما مع النوادي، فقد لعب مع نادي لانوس.

## وصلات خارجية
- بيدرو دي لا فيغا على موقع الدوري الأمريكي (الإنجليزية)
- بيدرو دي لا فيغا على موقع قاعدة بيانات كرة القدم.إي يو (الإنجليزية)
- بيدرو دي لا فيغا على موقع Soccerway.com (الإنجليزية)
- بيدرو دي لا فيغا على موقع عالم كرة القدم.نت (الإنجليزية)
- بيدرو دي لا فيغا على موقع أوليمبيديا (الإنجليزية)